# Карасук (Совєтський район)
Карасу́к (рос. Карасук) — село у складі Совєтського району Алтайського краю, Росія. Входить до складу Кокшинської сільської ради.

## Населення
Населення — 160 осіб (2010; 224 у 2002).
Національний склад (станом на 2002 рік):
- росіяни — 97 %